# Chinampa de Gorostiza
Chinampa de Gorostiza é um município do estado de Veracruz, no México. Ele está situado na porção norte do estado, a cerca de 220 km da capital Xalapa. Tem uma superfície de 152,99 km² e localiza-se a 21°22'N 97°44'W. Produz principalmente milho, feijão, laranja e manga. No mês de junho acontece a festa de Santo Antônio de Pádua, padroeiro do lugar.